# 396 Aeolia
A 396 Aeolia (ideiglenes jelöléssel 1894 BL) a Naprendszer kisbolygóövében található aszteroida. Auguste Charlois fedezte fel 1894. december 1-jén.